# Best Fiction
Albums de Namie Amuro
Play
(2007) Past < Future
(2009)
Singles
 Best Fiction  est le 3e album compilation de Namie Amuro sorti sur le label Avex Trax, ou le 4e en comptant celui sur le label Toshiba-EMI. Il sort le 30 juillet 2008 au Japon, et contient dans l'ordre les titres sortis en singles depuis la sortie de la précédente compilation Love Enhanced - Single Collection, à l'exception des chansons "co-face A" Come, The Speed Star, Violet Sauce et Ningyo.
Il atteint la 1e place du classement de l'Oricon. 
Il reste classé pendant 77 semaines, pour un total de 1 546 174 exemplaires vendus pendant cette période, ce qui en fait sa meilleure vente d'un album depuis 181920 sorti 10 ans auparavant. C'est le deuxième album le plus vendu de l'année 2008 au Japon. Il sort aussi au format CD+DVD avec tous les clips vidéos des titres.
Les trois titres du single 60s 70s 80s (New Look, Rock Steady, et What a Feeling) ne figurent que sur cet album compilation. 
L'album contient deux titres inédits qui seront diffusés en radio et en clips vidéos sans sortir en single : Do Me More, utilisé comme thème musical pour une campagne publicitaire de la marque Vidal Sassoon, et Sexy Girl, utilisé comme thème musical du drama Otome no Punch.

## Liste des titres
CD
1. Do Me More
2. Wishing On The Same Star
3. shine more
4. Put 'Em Up
5. SO CRAZY
6. ALARM
7. All for You
8. GIRL TALK
9. WANT ME, WANT ME
10. White Light
11. CAN'T SLEEP, CAN'T EAT, I'M SICK
12. Baby Don't Cry
13. FUNKY TOWN
14. NEW LOOK
15. ROCK STEADY
16. WHAT A FEELING
17. Sexy Girl

DVD
1. Do Me More
2. Wishing On The Same Star
3. shine more
4. Put 'Em Up
5. SO CRAZY
6. ALARM
7. All for You
8. GIRL TALK
9. WANT ME, WANT ME
10. White Light
11. CAN'T SLEEP, CAN'T EAT, I'M SICK
12. Baby Don't Cry
13. FUNKY TOWN
14. NEW LOOK
15. ROCK STEADY
16. WHAT A FEELING
17. Sexy Girl